# Emarginula velascoensis
Emarginula velascoensis är en snäckart. Emarginula velascoensis ingår i släktet Emarginula och familjen nyckelhålssnäckor. Inga underarter finns listade i Catalogue of Life.